# Nathalie Housset
Nathalie Housset Gilbert (29 juli 1968) is een tennisspeelster uit Frankrijk.
In december 1990 won Housset het ITF-toernooi van Le Havre.
In 1991 haalde Housset met Rodolphe Gilbert de kwartfinale van het gemengddubbeltoernooi op Roland Garros.
In 1992 trouwde Housset met Rodolphe Gilbert.